# Polynema polonicum
Polynema polonicum är en stekelart som beskrevs av Soyka 1956. Polynema polonicum ingår i släktet Polynema och familjen dvärgsteklar. Inga underarter finns listade i Catalogue of Life.